# Staafkerk van Rødven
De staafkerk van Rødven (Noors: Rødven stavkirke) is een staafkerk gelegen in het dorp Rødven in de gemeente  Rauma en de Noorse provincie Møre og Romsdal.

## Beschrijving
De kerk werd gebouwd rond 1300, maar de oudste delen dateren uit de twaalfde eeuw. De kerk is in de loop van haar bestaan vaak verbouwd. In 1907 werd de kerk overgenomen door de Fortidsminneforening, een vereniging voor het behoud van cultuurmonumenten, nadat er een nieuwe kapel in het dorp was gebouwd.
De kerk is van het zogenaamde Møre-type. Er zijn nog maar twee staafkerkjes van dit type. Opvallend kenmerk zijn de uitwendige, schuinstaande balken die de constructie versterken.